# Intersexualidad

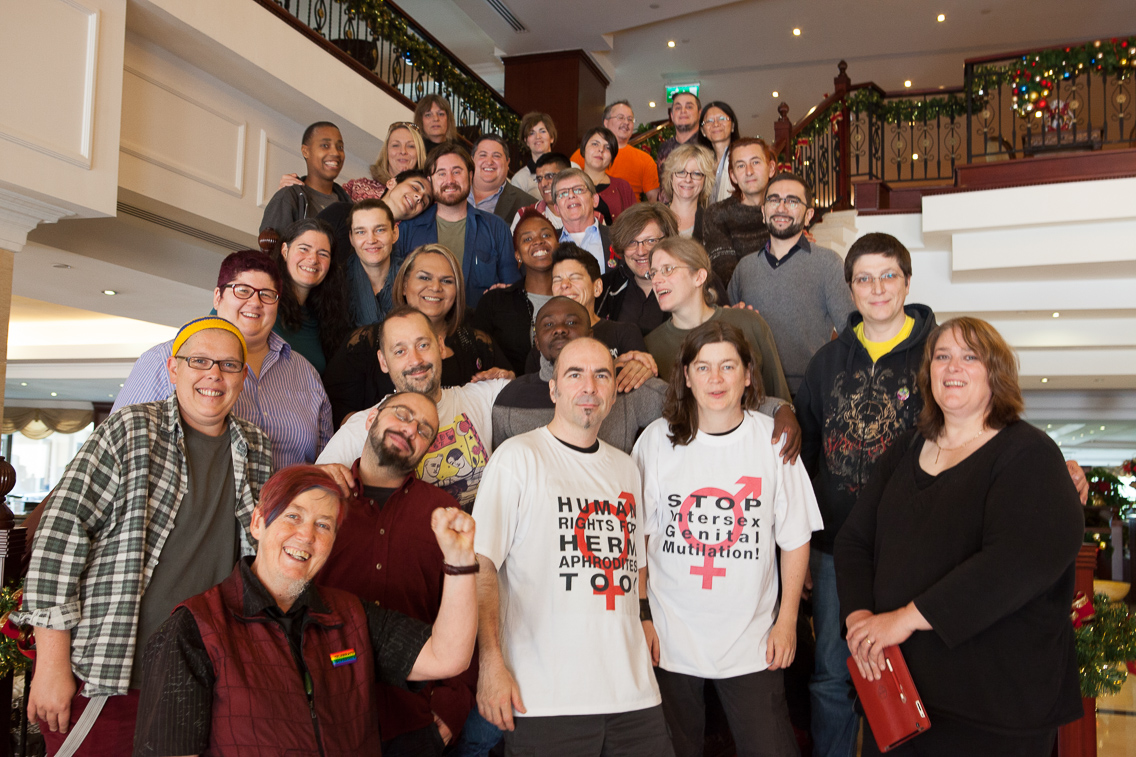
Participantes del tercer Foro Internacional Intersex, Malta, en diciembre de 2013

Las personas intersexuales o intersex son individuos que nacen con características sexuales, incluidos patrones cromosómicos, gonadales o genitales que no se ajustan a las nociones binarias típicas de cuerpos masculinos o femeninos.
La asignación de sexo al nacer generalmente se hace observando los genitales externos del bebé. El número de nacimientos con genitales ambiguos oscila entre 1 de cada 4500 y 1 de cada 2000 (0.02 %-0.05 %). Otras condiciones implican el desarrollo de cromosomas, gónadas o características hormonales atípicas. Algunas personas pueden ser determinadas y criadas como niñas o niños, para más adelante en la vida identificarse con otro género, mientras que la mayoría continúa reconociéndose con el sexo que se le ha asignado al nacer. El número de nacimientos en los que el bebé es intersexual se estima de manera diferente dependiendo de la persona que realiza la comprobación y la definición de intersexual que se utilice. Anne Fausto-Sterling y los coautores de su libro afirman que la prevalencia del desarrollo sexual no dimórfico en humanos podría llegar al 1.7 %. Según una respuesta publicada por Leonard Sax, esta cifra incluye afecciones como la hiperplasia suprarrenal congénita de aparición tardía y el síndrome de Klinefelter, que la mayoría de los médicos no reconocen como intersexuales. Según Sax «para que el término intersexual conserve algún significado, debe restringirse a aquellas condiciones en las que el sexo cromosómico es inconsistente con el sexo fenotípico, o en las que el fenotipo no es clasificable como masculino o femenino». Según esta definición, el porcentaje de personas intersexuales sería del 0.018 % (uno de cada 5500 nacimientos), unas cien veces menos que la estimación de Fausto-Sterling.
Los términos utilizados para describir a las personas intersexuales son controvertidos y cambian con el tiempo y el lugar. Anteriormente se hacía referencia a las personas intersexuales como hermafroditas o eunucos congénitos. En los siglos xix y xx, algunos expertos médicos idearon una nueva nomenclatura en un intento de clasificar las características que habían observado en el primer intento de crear un sistema de clasificación taxonómica de las condiciones intersexuales. Las personas intersexuales fueron categorizadas con los nombres hermafroditismo verdadero, pseudohermafroditismo femenino o pseudohermafroditismo masculino. Estos términos ya no se utilizan y los términos que incluyen la palabra hermafrodita se consideran engañosos, estigmatizantes y científicamente especistas en referencia a los humanos, ya que, en biología, el término hermafrodita se utiliza para describir un organismo que puede producir gametos tanto masculinos como femeninos. Algunas personas con rasgos intersexuales utilizan el término intersexual y otras prefieren otras denominaciones. En entornos clínicos, el término trastornos del desarrollo sexual (DSD) se ha utilizado desde 2006, un cambio en el lenguaje considerado controvertido desde su introducción.
Las personas intersexuales se enfrentan a la estigmatización y la discriminación desde el nacimiento o tras el descubrimiento de sus rasgos intersexuales en etapas del desarrollo como la pubertad. Las personas intersexuales pueden ser víctimas de infanticidio, abandono y estigmatización por parte de sus familias. A nivel mundial, algunos bebés y jóvenes intersexuales, como aquellos que poseen genitales externos ambiguos, son alterados quirúrgica u hormonalmente para darles características sexuales más socialmente aceptables. Esta práctica se considera controvertida y no hay pruebas firmes de resultados favorables. Dichos tratamientos pueden implicar la esterilización.[cita requerida] Adultos, incluidas atletas de élite, también han sido objeto de ese trato. Cada vez más, estas cuestiones se consideran un abuso de derechos humanos, con declaraciones de instituciones internacionales  y nacionales de derechos humanos y éticos. Muchas organizaciones por los derechos de las personas intersexuales también han emitido declaraciones sobre violaciones de derechos humanos, entre ellas la Declaración de Malta de 2013, creada durante el tercer Foro Internacional Intersex. En 2011, Christiane Völling se convirtió en la primera persona intersexual que logró demandar por daños y perjuicios en un caso iniciado por una intervención quirúrgica no consensuada. En abril de 2015, Malta se convirtió en el primer país en prohibir las intervenciones médicas no consensuadas que tienen como objetivo la modificación de la anatomía sexual, incluida la de las personas intersexuales.

## Terminología
No existe una definición clara y consensuada de intersexualidad ni una delimitación clara de qué condiciones específicas hacen que una persona sea intersexual. La Clasificación Internacional de Enfermedades (ICD) de la Organización Mundial de la Salud, el Manual Diagnóstico y Estadístico de Trastornos Mentales (DSM) de la Asociación Estadounidense de Psiquiatría y muchas revistas médicas clasifican los rasgos o afecciones intersexuales como trastornos del desarrollo sexual (DSD).
Son cerca de 50, las variaciones intersexuales que se reconocen en la actualidad, siendo muy difícil contabilizar cuantas personas con variaciones existen exactamente en el mundo. Pues que no todas las variaciones son detectables al nacer, ni existen las condiciones o recursos para realizar tales exámenes en todos los países. Por el momento se conocen dos cifras que intentan reflejar cómo de frecuente es la intersexualidad. Entre el 0,5 % y el 1,7 %, de los nacimientos en las poblaciones donde se realizaron estas estadísticas, presentó signos de intersexualidad.

### Etimología y definiciones

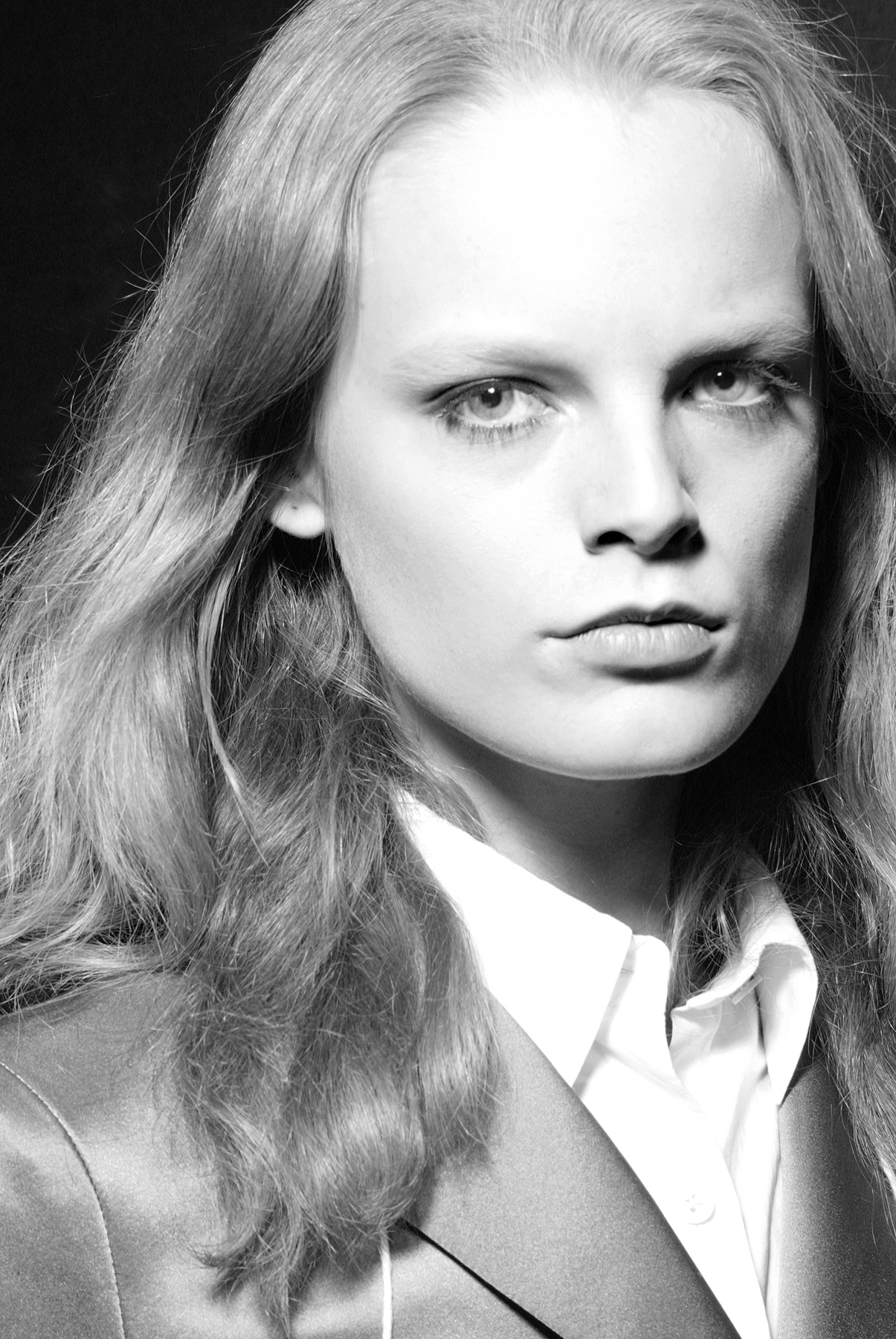
La modelo Hanne Gaby Odiele fotografiada por Ed Kavishe para Fashionwirepress. En 2017, Odiele reveló que tenía síndrome de insensibilidad a los andrógenos, una característica intersexual.

En 1917, Richard Goldschmidt creó el término «intersexualidad» para referirse a una variedad de ambigüedades sexuales físicas. Sin embargo, según The SAGE Encyclopedia of LGBTQ Studies (del inglés, La enciclopedia de SAGE de Estudios LGBTQ), no fue hasta que Anne Fausto Sterling publicó su artículo «Los cinco sexos: por qué hombre y mujer no son suficientes» en 1993 que el término se hizo más popular.
A comienzos del 2000, se utilizaba el término anomalías en la diferenciación sexual y en el lenguaje clínico. Desde los años 90, las personas intersexuales se han estado organizando para ponerle fin a la patologización de la intersexualidad y el intento de adecuar sus cuerpos a los parámetros culturalmente vigentes, de masculino o femenino.

### Actitudes hacia el término intersexual

Bandera del orgullo intersexual

Algunas organizaciones intersexuales hacen referencia a «personas intersexuales» y «variaciones o rasgos intersexuales» mientras que otras usan un lenguaje más medicalizado como «personas con condiciones intersexuales», o personas «con condiciones intersexuales o DSD (diferencias de desarrollo sexual)» y «niños que nacen con variaciones en la anatomía sexual». En mayo de 2016, interACT, una organización que lucha por los derechos de las personas intersexuales, publicó una declaración reconociendo «una creciente comprensión y aceptación general del término 'intersexual'».
Una investigación sociológica australiana sobre 272 «personas que habían nacido con características sexuales atípicas», publicada en 2016 reveló que el 60 % de las personas encuestadas utilizaba el término «intersexual» para describir sus características sexuales, incluidas las personas que se identificaban como intersexuales, como que tenían una variación intersexual o, en menor número, tenían una condición intersexual. Las personas encuestadas también utilizaban en gran medido diagnósticos y hacían referencia a sus cromosomas, utilizando palabras que dependían de su público.
Una investigación publicada en 2017 y llevada a cabo con 202 personas encuestadas realizada por el Lurie Children's Hospital, Chicago y el AIS-DSD Support Group (ahora conocido como InterConnect Support Group) reveló que al 80 % de los encuestados del Grupo de Apoyo «les gustó mucho, les gustó o se sintieron neutrales acerca de «intersexual» como término, mientras que los cuidadores fueron menos comprensivos. El hospital informó que el uso del término «trastornos del desarrollo sexual» puede crear un estigma social.
Otro estudio realizado por un grupo de hospitales infantiles en los Estados Unidos reveló que, de 133 padres y adolescentes de cinco clínicas, al 53 % no les gustaba el término «intersexual». A las personas que formaban parte de los grupos de apoyo era más probable que no les gustara el término. Un estudio realizado en 2020 por «dsd-LIFE» reveló que alrededor del 43 % de las 179 personas participantes consideraban que el término «intersexual» era malo, el 37 % pensaba que el término era bueno y el 20 % restante se mostraba neutral ante el término.

### El término «hermafrodita»
Históricamente, el término «hermafrodita» se utilizaba en las leyes para referirse a personas cuyo sexo estaba en duda. El Decretum Gratiani del siglo XII afirmaba que «Para que una persona hermafrodita pueda aparecer en un testamento, hay que tener en cuenta el sexo que prevalezca en su identidad.» («Hermafroditus an ad testamentum adhiberi possit, qualitas sexus incalescentis ostendit»). De manera similar, el jurista y juez inglés del siglo XVII Edward Coke (Lord Coke), escribió en sus Institutes of the Lawes of England sobre las leyes de sucesión afirmando: «Cada heredero es un hombre, una mujer o una persona hermafrodita que es tanto hombre como mujer. Una persona hermafrodita (también llamada andrógina) puede ser heredera, ya sea como hombre o como mujer, teniendo en cuenta el sexo que predomine en ella.»
Durante la época victoriana, diversos autores médicos intentaron determinar si los seres humanos podían ser hermafroditas o no, adoptando una definición biológica precisa para el término, y haciendo distinciones entre «pseudohermafrodita masculino», «pseudohermafrodita femenina» y especialmente «hermafrodita verdadero». Estos términos, que reflejaban la histología (aspecto microscópico) de las gónadas, ya no se utilizan. Hasta mediados del siglo XX, «hermafrodita» se utilizaba como sinónimo de «intersexual». La terminología médica cambió a principios del siglo XXI, no solo debido a preocupaciones sobre el lenguaje utilizado, sino también debido a un cambio en la interpretación basada en la genética. El término «hermafrodita» también es controvertido ya que implica la existencia de personas que sean tanto varones como mujeres en su totalidad. Esta es una fantasía que tienen algunas personas que buscan parejas sexuales «hermafroditas». Dentro del movimiento intersexual, a estas personas se les llama «wannafucks». Como tal, el término «hermafrodita» a menudo se considera degradante y ofensivo, aunque muchas personas activistas intersexuales lo utilizan como una forma directa de empoderamiento y crítica, como es el caso del primer boletín de la Intersex Society of North America (del inglés, la «Sociedad Intersexual de América del Norte»), Hermafroditas con actitud.
La Intersex Society of North America ha declarado que las personas hermafroditas no deben confundirse con las personas intersexuales y que el uso de «hermafrodita» para referirse a personas intersexuales se considera estigmatizante y engañoso.

## Prevalencia

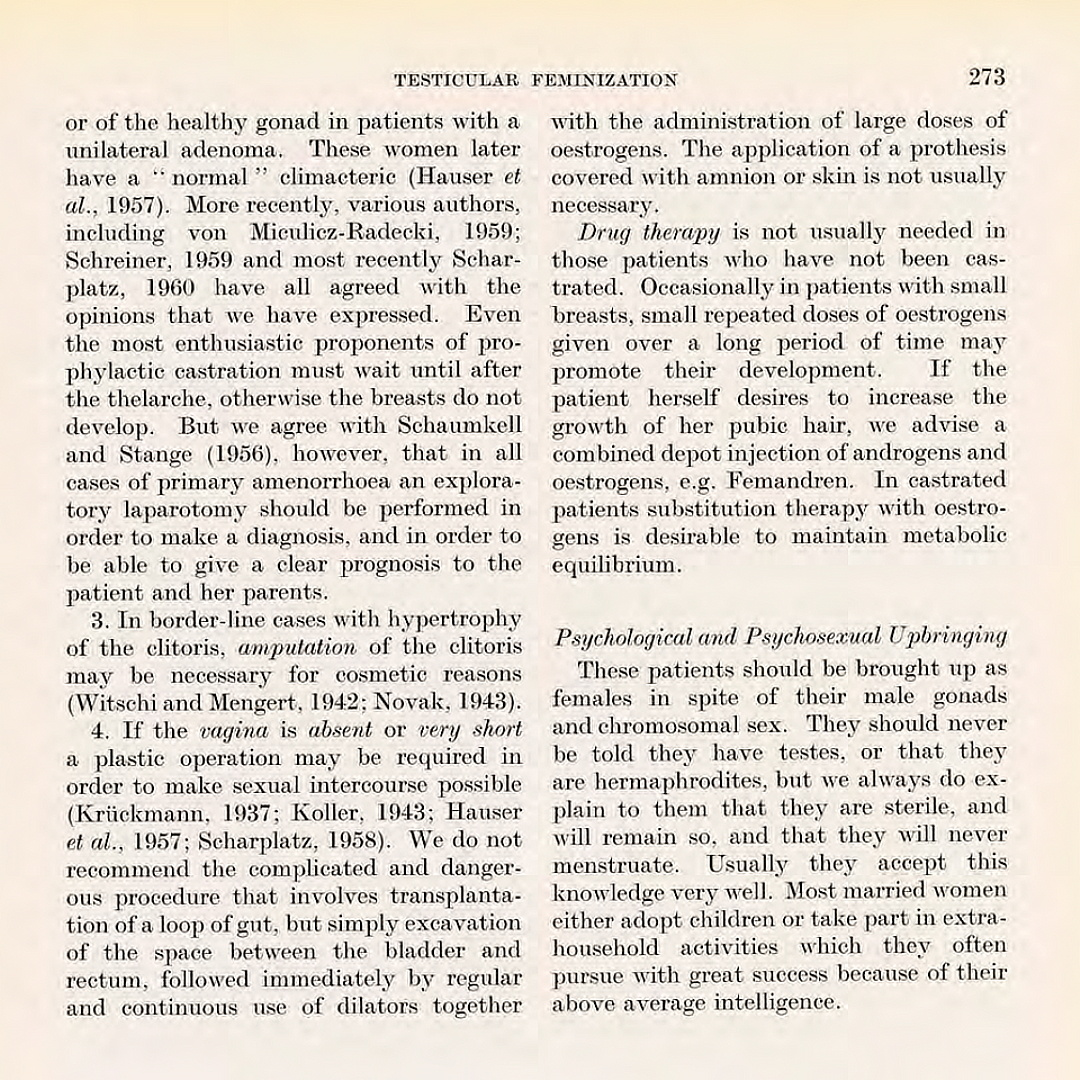
El tratamiento estándar en casos de síndrome de insensibilidad a los andrógenos y otras condiciones intersexuales era mentir a los pacientes. Este extracto es de un libro publicado en 1963.

Las estimaciones del número de personas intersexuales varían dependiendo de las condiciones que se consideren intersexuales.
La ahora desaparecida Intersex Society of North America declaró que:

Si preguntas a expertos en centros médicos con qué frecuencia nace un bebé con genitales tan atípicos que se tenga que llamar a un especialista en diferenciación sexual, el número es aproximadamente 1 de cada 1500 a 1 de cada 2000 nacimientos, es decir, del 0,05 % al 0,07 %. Sin embargo, muchas más personas nacen con formas más sutiles de variaciones en la anatomía sexual, algunas de las cuales no se manifestarán hasta más adelante en su vida.

Anne Fausto-Sterling y el resto de personas coautoras declararon en 2000 que «si sumamos las cifras estimadas de todas las causas conocidas de un desarrollo sexual no dimórfico, aproximadamente el 1.7 % de los bebes que nacen con vida no se ajustan al ideal platónico de cromosoma, gónada, dimorfismo, genital y hormona sexual absoluto.» Estas publicaciones han sido ampliamente citadas por activistas intersexuales. Del 1.7 %, el 1.5 % (88 % de las personas consideradas con un «desarrollo sexual no dimórfico» de esta cifra) son personas con hiperplasia suprarrenal congénita de aparición tardía (HSCAT) que puede ser asintomática pero también puede presentarse después de la pubertad y causar infertilidad.
Leonard Sax, en respuesta a Fausto-Sterling, estimó que la prevalencia de la intersexualidad era aproximadamente del 0.018 % de la población mundial, descontando varias condiciones incluidas en la estimación de Fausto-Sterling que incluían la HSCAT, el síndrome de Klinefelter (47,XXY), el síndrome de Turner (45,X), las variantes cromosómicas de 47,XYY y 47,XXX y la agenesia vaginal. Sax razona que en estas condiciones el sexo cromosómico es consistente con el sexo fenotípico y el fenotipo es clasificable como masculino o femenino.
En una carta de 2003 a la editora, la politóloga Carrie Hull analizó los datos utilizados por Fausto-Sterling y dijo que la tasa intersexual estimada debería haber sido del 0.37 %, debido a muchos errores cometidos. En una carta de respuesta publicada simultáneamente, Fausto-Sterling acogió con satisfacción el análisis adicional y dijo: «No estoy interesada en una estimación final concreta, sólo en que HAYA una estimación». Una revisión de 2018 informó que el número de nacimientos con genitales ambiguos se encuentra en el rango del 0.02 % al 0.05 %.
Intersex Human Rights Australia dice que mantiene el 1.7 % como su límite superior elegido «a pesar de sus defectos», afirmando que esta estimación «encapsula a toda la población de personas estigmatizadas –o que corren el riesgo de estarlo– debido a características sexuales innatas», y que la estimación de Sax excluye a las personas que experimentan este estigma y que han ayudado a establecer el movimiento intersex. Según InterACT, una importante organización que lucha por los derechos de las personas intersexuales en EE. UU., afirma que el 1.7 % de las personas poseen alguna variación en el desarrollo sexual, el 0.5 % tiene genitales atípicos y el 0.05 % tiene genitales mixtos/ambiguos. Un estudio basado en una encuesta representativa a nivel nacional realizada en México entre 2021 y 2022 obtuvo estimaciones similares: alrededor del 1.6 % de las personas de 15 a 64 años informaron haber nacido con variaciones en su sexuación.
A continuación se resumen las prevalencias de rasgos que expertos médicos consideran intersexuales:
| Condición intersexual                                                                                            | Sexo concreto                                                  | Prevalencia aproximada                                                                              |
| --- | -------------------------------------------------------------- | --------------------------------------------------------------------------------------------------- |
| Hiperplasia suprarrenal congénita de aparición tardía (formas atípicas)                                          | Femenino (a menudo, el sexo masculino se muestra asintomático) | Uno de cada 50–1000 nacimientos (0.1–0.2 % hasta el 1–2 % dependiendo de la población)              |
| Hipospadias | Masculino                                                      | Uno de cada 200–10 000 nacimientos masculinos (0.01 %–0.5 %), la prevalencia estimada varía mucho   |
| Síndrome de Klinefelter                                                                                          | Masculino                                                      | Uno de cada 500–1000 nacimientos masculinos (0.1–0.2 %)                                             |
| Síndrome triple X                                                                                                | Femenino                                                       | Uno de cada 1000 nacimientos femeninos (0.10 %)                                                     |
| Síndrome de Turner                                                                                               | Femenino                                                       | Uno de cada 2500 nacimientos femeninos (0.04 %)                                                     |
| Síndrome de Rokitansky-Küster-Hauser                                                                             | Femenino                                                       | Uno de cada 4500 nacimientos femeninos (0.022 %)                                                    |
| Atresia vaginal                                                                                                  | Femenino                                                       | Uno de cada 5000 nacimientos femeninos (0.02 %)                                                     |
| Mosaico 45,X/46,XY                                                                                               | Ninguno (comúnmente masculino)                                 | Uno de cada 6666 nacimientos (0.015 %)                                                              |
| Síndrome XYY | Masculino                                                      | Uno de cada 7000 nacimientos masculinos (0.0142 %)                                                  |
| Hiperplasia suprarrenal congénita (formas típicas)                                                               | Ninguno (pero viriliza a infantes femeninas)                   | Uno de cada 10 000–20 000 nacimientos (0.01–0.02 %)                                                 |
| Síndrome XXXY | Masculino                                                      | Uno de cada 50 000 nacimientos masculinos (0.002 %)                                                 |
| Síndrome XXXXY                                                                                                   | Masculino                                                      | Uno de cada 85 000-100 000 nacimientos masculinos (0.001 %)                                         |
| Síndrome XXYY | Masculino                                                      | Uno de cada 18 000–40 000 nacimientos masculinos (0.0025 %–0.0055 %)                                |
| Síndrome XXXYY                                                                                                   | Masculino                                                      | Menos de uno en cada 1 000 000 nacimientos                                                          |
| Síndrome de De la Chapelle                                                                                       | Masculino                                                      | Uno de cada 20 000 nacimientos masculinos (0.005 %)                                                 |
| Hermafroditismo verdadero                                                                                        | Ninguno                                                        | Uno de cada 20 000 nacimientos (0.005 %)                                                            |
| Síndrome de Swyer                                                                                                | Femenino fenotípico                                            | Uno de cada 80 000 nacimientos (0.0013 %)                                                           |
| Síndrome de insensibilidad a los andrógenos (fenotipos parciales y completos)                                    | Genéticamente masculino                                        | Uno de cada 22 000-64 000 nacimientos masculinos (0.0045-0.001 %)                                   |
| Deficiencia de andrógenos                                                                                        | Ninguno                                                        | Sin estimaciones                                                                                    |
| Idiopático (sin causa médica discernible)                                                                        | Ninguno                                                        | Uno de cada 110 000 nacimientos (0.0009 %)                                                          |
| Iatrogenia (provocada por un tratamiento médico, por ej. administración de progesterona a la persona embarazada) | Ninguno                                                        | Sin estimaciones                                                                                    |
| Deficiencia de 5α-reductasa                                                                                      | Masculino                                                      | Sin estimaciones                                                                                    |
| Síndrome de exceso de aromatasa                                                                                  | Ninguno                                                        | Sin estimaciones                                                                                    |
| Síndrome de deficiencia de aromatasa                                                                             | Ninguno                                                        | Sin estimaciones                                                                                    |
| Anorquía | Masculino                                                      | Uno de cada 20 000 nacimientos masculinos (0.005 %)                                                 |
| Síndrome del conducto mülleriano persistente                                                                     | Masculino                                                      | Sin estimaciones                                                                                    |
| 46,XX/46,XY | Ninguno                                                        | Sin estimaciones                                                                                    |
| Hiperplasia de células de Leydig                                                                                 | Masculino                                                      | Uno de cada 1 000 000 nacimientos masculinos (0.0.0001 %)                                           |
| Insensibilidad a la hormona liberadora de gonadotropina                                                          | Ninguno                                                        | Sin estimaciones                                                                                    |
| Pubertad precoz familiar limitada al varón                                                                       | Masculino                                                      | Sin estimaciones                                                                                    |
| Deficiencia de citocromo P450 oxidoreductasa                                                                     | Ninguno                                                        | Sin estimaciones                                                                                    |
| Deficiencia aislada de 17,20-liasa                                                                               | Ninguno                                                        | Sin estimaciones                                                                                    |
| Síndrome de disgenesia testicular                                                                                | Masculino                                                      | Sin estimaciones                                                                                    |
| Transposición penoescrotal                                                                                       | Masculino                                                      | Sin estimaciones                                                                                    |
| Síndrome de Kallman                                                                                              | Ninguno                                                        | Uno de cada 30 000 nacimientos masculinos, 1 de cada 125 000 nacimientos femeninos (0.003–0.0008 %) |
| Hiperandrogenismo                                                                                                | Ninguno                                                        | Sin estimaciones                                                                                    |
| Hiperestrogenismo                                                                                                | Ninguno                                                        | Sin estimaciones                                                                                    |
| Poliorquidismo                                                                                                   | Masculino                                                      | Sin estimaciones                                                                                    |
| Afalia | Masculino                                                      | Sin estimaciones                                                                                    |
| Criptorquidia | Masculino                                                      | Uno de cada 33–100 nacimientos masculinos (3–1 %)                                                   |
| Extrofia cloacal (nacimiento con cromosomas XY)                                                                  | Masculino                                                      | Uno de cada 400 000 nacimientos con vida (0.0025 %)                                                 |

## Historia

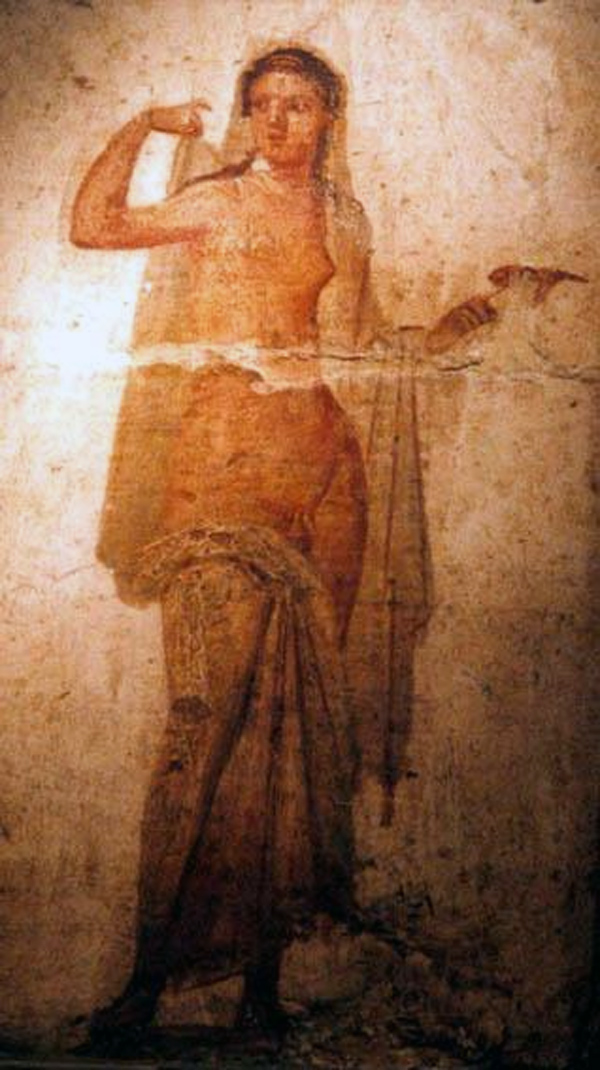
Hermafrodito en una pintura mural de Herculano (primera mitad del)

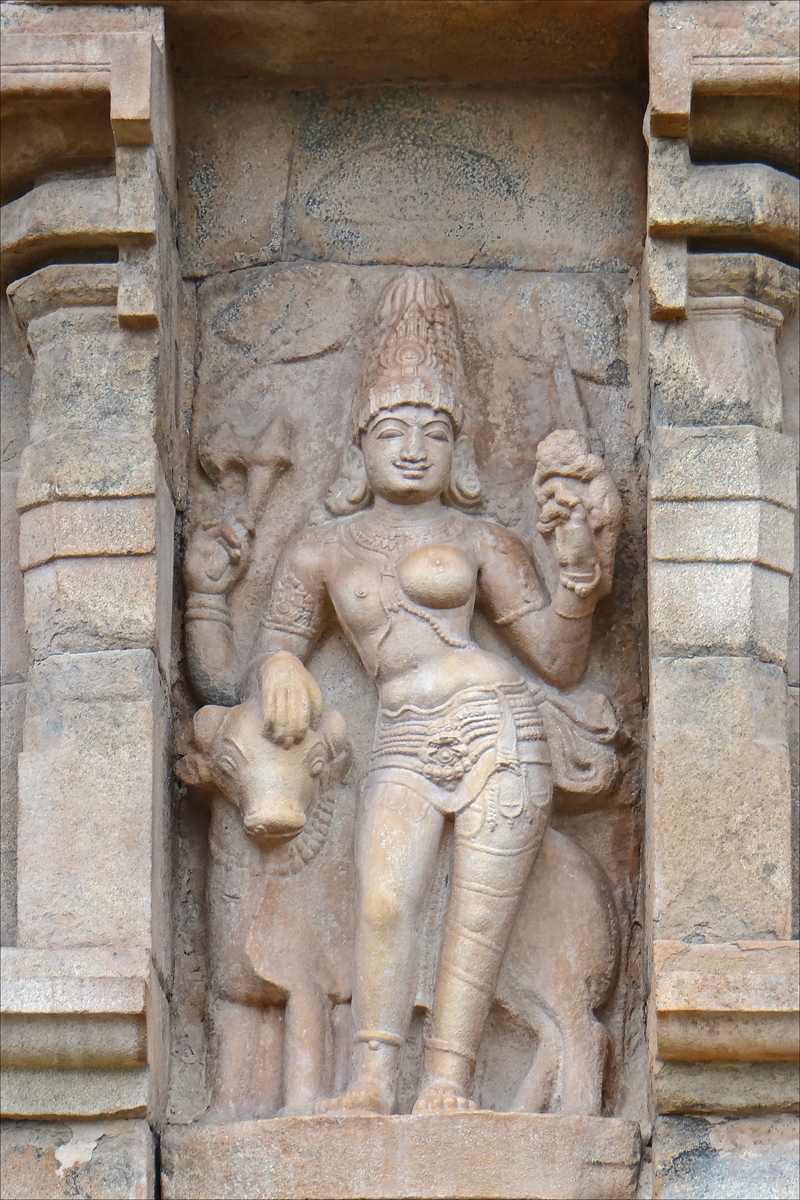
Una estatua de la dinastía Chola que representa a Ardhanari, una versión hermafrodita de Shiva.

Desde principios de la historia, la sociedad ha conocido la existencia de las personas intersexuales. Algunas de las pruebas más antiguas se encuentran en la mitología: el historiador griego Diodoro Sículo escribió sobre el mitológico Hermafrodito en el siglo I a. C., que «nació con un cuerpo físico que combinaba el de un hombre y el de una mujer», y supuestamente poseía propiedades sobrenaturales. También contó las vidas de Diofanto de Abae y Calón de Epidauro. Ardhanari, una forma andrógina compuesta de la deidad masculina Shiva y la deidad femenina Parvati, se originó en la cultura Kushán en el siglo I d. C. En el templo de Meenakshi Amman de la India se incluye una estatua que representa a Ardhanari; esta estatua muestra claramente elementos corporales tanto masculinos como femeninos.
Hipócrates (c. 460
 - c. 370
a. C., médico griego) y Galeno (129 – c. 200/216
d. C., médico, cirujano y filósofo romano) veían el sexo como un espectro entre hombres y mujeres, con «muchos matices intermedios, incluidas las personas hermafroditas, un equilibrio perfecto entre hombre y mujer». Plinio el Viejo (23/24-79 d. C.), un naturalista romano, describió a «aquellas personas que nacen siendo de ambos sexos, a quienes llamamos hermafroditas, en cierto modo androgyni» (del griego andr-, «hombre», y gyn-, «mujer»). Agustín de Hipona (354 – 430 d. C.), teólogo católico, escribió en El significado literal del Génesis que los humanos fueron creados en dos sexos, a pesar de «lo que sucede en algunos nacimientos, en el caso de los que llamamos andróginos».
En las sociedades europeas medievales y modernas, el derecho romano, el derecho canónico posclásico y el derecho anglosajón posterior se referían al sexo de una persona como masculino, femenino o hermafrodita, que tenía derechos legales o masculinos o femeninos dependiendo de sus características más dominantes. En el Decretum Gratiani del siglo XII afirma: «Para que una persona hermafrodita pueda aparecer en un testamento, hay que tener en cuenta el sexo que prevalezca en su identidad». La base del derecho anglosajón, los Institutes of the Lawes of England de Edward Coke del siglo XVII describieron cómo una persona hermafrodita «puede ser heredera, ya sea como hombre o como mujer, teniendo en cuenta el sexo que predomine en ella». Se han descrito casos legales en el derecho canónico y en otros lugares a lo largo de los siglos.
Algunas sociedades no europeas tienen sistemas de sexo o género que reconocen más de las dos categorías binarias de hombre y mujer. Algunas de estas culturas, por ejemplo las comunidades Hijra del sur de Asia, pueden incluir a personas intersexuales en una tercera categoría de género. Aunque, según Morgan Holmes, los primeros antropólogos occidentales categorizaron estas culturas como «primitivas», Holmes ha argumentado que los análisis de estas culturas han sido simplistas o romantizados y no tienen en cuenta la forma en que se trata a las personas de todas las categorías.
Durante la época victoriana, varios autores de medicina empezaron a utilizar los términos «hermafrodita verdadero» para personas que tenían tanto tejido ovárico como testicular, «pseudohermafrodita masculino» para personas que tenían tejido testicular y una anatomía sexual femenina o ambigua, y «pseudohermafrodita femenina» para personas con tejido ovárico y una anatomía sexual masculina o ambigua. Desde entonces, han tenido lugar cambios en la terminología reflejados por avances en genética, y otros cambios han tenido lugar debido a asociaciones peyorativas.
El término «intersexualidad» fue acuñado por Richard Goldschmidt en 1917. La primera sugerencia de sustituir el término «hermafrodita» por «intersexual» fue hecha por Alexander Polycleitos Cawadias en la década de 1940.
Desde el surgimiento de la ciencia médica moderna, a algunas personas intersexuales con genitales externos ambiguos se les han modificado quirúrgicamente los genitales para que se parecieran a genitales femeninos o masculinos. Los cirujanos identificaban a los bebés intersexuales como una «emergencia social» al nacer. Una política de género óptima, desarrollada inicialmente por John Money, afirmaba que la intervención temprana ayudaba a evitar la confusión en la identidad de género, pero esto carece de pruebas. Las intervenciones tempranas tienen consecuencias adversas para la salud física y psicológica. Dado que los avances en la cirugía han hecho posible ocultar estas condiciones intersexuales, muchas personas no son conscientes de la frecuencia de las condiciones intersexuales en los seres humanos o de que ocurren.
El diálogo entre lo que en el pasado fueron grupos antagónicos de activistas y médicos ha traído sólo ligeros cambios en las políticas médicas y en la forma en que se trata a pacientes intersexuales y sus familiares en algunos lugares. En 2011, Christiane Völling se convirtió en la primera persona intersexual que ganó una demanda por daños y perjuicios en un caso iniciado por una intervención quirúrgica no consensuada. En abril de 2015, Malta se convirtió en el primer país en prohibir las intervenciones médicas no consensuadas con el objetivo de modificar la anatomía sexual, incluida la de personas intersexuales. Muchas organizaciones sociales civiles e instituciones de derechos humanos piden ahora que se ponga fin a las intervenciones «normalizadoras» innecesarias, incluyendo en la Declaración de Malta.

## Derechos humanos y cuestiones legales

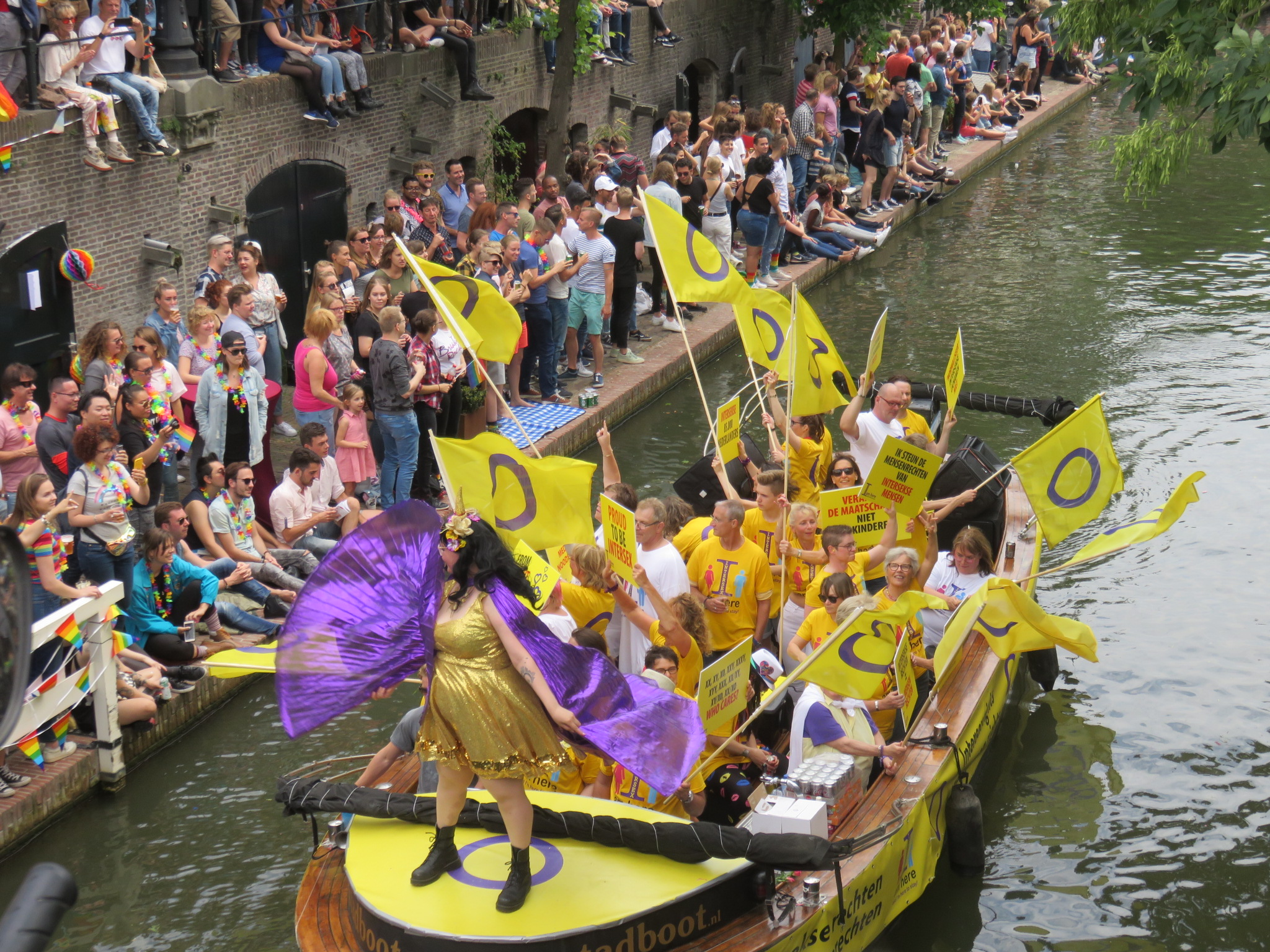
Activistas intersex en un barco en el Canal Pride de Utrecht, Países Bajos, el 16 de junio de 2018.

Las instituciones de derechos humanos están examinando cada vez más las prácticas nocivas y la discriminación contra las personas intersexuales. Estas cuestiones han sido abordadas por un número cada vez mayor de instituciones internacionales, entre ellas, en 2015, el Consejo de Europa, la Oficina del Alto Comisionado de las Naciones Unidas para los Derechos Humanos y la Organización Mundial de la Salud (OMS). Estos desarrollos han sido acompañados por Foros Internacionales Intersex y una mayor cooperación entre organizaciones sociales civiles. Sin embargo, la implementación, codificación y aplicación de los derechos humanos intersexuales en los sistemas legales nacionales sigue siendo lenta.

### Integridad física y autonomía corporal

Prohibición legal de intervenciones médicas sin consentimiento
Suspensión regulatoria de intervenciones médicas sin consentimiento

El estigma social y la discriminación desde el nacimiento pueden incluir el infanticidio, abandono y estigmatización de las familias. El nacimiento de un niño intersexual a menudo se consideraba una maldición o una señal de una madre bruja, especialmente en algunas partes de África. Se conocen abandonos e infanticidios en Uganda, Kenia, el sur de Asia, y China.
Bebés, niños y adolescentes también son sometidos a cirugías «normalizadoras» llevadas a cabo en personas intersexuales que son médicamente innecesarias y la patologización de las variaciones en sus características sexuales. En países donde se han estudiado los derechos humanos de las personas intersex, las intervenciones médicas para modificar las características sexuales de las personas intersexuales se siguen llevando a cabo sin el consentimiento de la propia persona. Defensores de los derechos humanos han descrito estas intervenciones como una violación de muchos derechos humanos, entre ellos la integridad corporal, la no discriminación, la privacidad y la experimentación. Estas intervenciones a menudo se llevan a cabo con el consentimiento de los padres de la persona intersexual, en el caso de que la persona sea menor de edad legalmente para dar su consentimiento. Tales intervenciones han sido criticadas por la OMS, organismos de la ONU como la Oficina del Alto Comisionado para los Derechos Humanos, y un número cada vez mayor de instituciones regionales y nacionales debido a sus consecuencias adversas, incluidos traumas, impacto en la función y sensación sexuales, y violación de los derechos a la integridad física y psíquica. Las organizaciones de la ONU decidieron que no se debe permitir la intervención infantil, y recomiendan esperar a que el niño madure lo suficiente como para formar parte de la toma de decisiones; lo que permite que se tome una decisión completamente consensuada. En abril de 2015, Malta se convirtió en el primer país en prohibir la intervención quirúrgica sin consentimiento. Ese mismo año, el Consejo de Europa se convirtió en la primera institución en afirmar que las personas intersexuales tienen derecho a no someterse a intervenciones de afirmación sexual.

### Trato antidiscriminatorio e igualitario

Protección explícita por motivos de características sexuales
Protección explícita por motivos de condición intersexual
Protección explícita por motivos de intersexualidad dentro del atributo de sexo

Las personas que nacen con cuerpos intersexuales son vistas como diferentes. Los bebés, niños, adolescentes y adultos intersexuales «a menudo son estigmatizados y sometidos a múltiples violaciones de derechos humanos», incluida la discriminación en la educación, la atención sanitaria, el empleo, el deporte y los servicios públicos. Investigadores han documentado disparidades significativas en la salud mental, física y sexual al comparar a las personas intersexuales con la población general, incluidas tasas más altas de acoso escolar, estigmatización, violencia e intenciones suicidas, así como barreras sustanciales en el puesto de trabajo.
Hasta ahora, varios países han protegido explícitamente a las personas intersexuales de la discriminación que puedan sufrir, entre ellos se incluye Sudáfrica, Australia,
y de manera más completa, Malta.

### Demandas de indemnización
Entre las demandas de indemnización por abusos contra los derechos humanos se encuentra el caso de Christiane Völling de 2011 en Alemania. En 2012 tuvo lugar otro caso en Chile, que involucraba a un niño y a sus padres. En 2015 se informó de otro caso con éxito en Alemania, iniciado por Michaela Raab En los Estados Unidos tuvo lugar una demanda de un menor (M.C. por sus siglas en inglés, Minor Child) contra la familia Aaronson, que fue «un caso de negligencia médica relacionado con el consentimiento informado para someter a una cirugía al hijo adoptado (M.C.) de la familia Crawford en la Universidad de Medicina de Carolina del Sur en abril de 2006». El caso fue una de las primeras demandas de este tipo en cuestionar «cuestiones legales, éticas y médicas relacionadas con la cirugía de normalización genital» en menores, y finalmente fue resuelta extrajudicialmente por la Universidad de Medicina de Carolina del Sur por 440.000$ en 2017.

### Información y apoyo
Junto al auge de la ciencia médica moderna en las sociedades occidentales, también se adoptó un modelo médico basado en el secreto, en la creencia de que era algo necesario para garantizar un desarrollo físico y psicosocial normal. Esto impedía el acceso a información, registros médicos, asesoramiento y apoyo de personas tanto intersex como no.

### Reconocimiento legal
Según el Foro de Asia Pacífico de Instituciones Nacionales de Derechos Humanos, el reconocimiento legal de las personas intersexuales tiene como objetivo, en primer lugar, «que las personas intersexuales a las que se les ha expedido un certificado de nacimiento masculino o femenino puedan disfrutar de los mismos derechos legales que otros hombres y mujeres». En algunas regiones puede ser complicado obtener cualquier tipo de certificado de nacimiento. Un caso judicial de Kenia en 2014 declaró el derecho de un niño intersexual, «Niño A», a tener un certificado de nacimiento.
Al igual que el resto de personas, las personas intersexuales pueden ser criadas como un género en concreto (masculino o femenino) y luego identificarse con otro a lo largo de la vida, o no llegar a hacerlo. En varios países se reconoce el tercer género u otras clasificaciones de género no basadas en la binaridad. Sin embargo, se convierte en un tema controvertido cuando este género se asume o se coerce a alguien a asumir un género concreto, como ha sido el caso de algunos infantes alemanes. Según una investigación sociológica llevada a cabo en Australia, un país con una tercera clasificación sexual denominada 'X', el 19 % de las personas que habían nacido con características sexuales atípicas eligieron la opción «X» u «otra», el 75 % de las personas encuestadas se identificaban como hombres o mujeres (52 % mujeres, 23 % hombres), y el 6 % como no seguros.

## LGBT y LGBTI

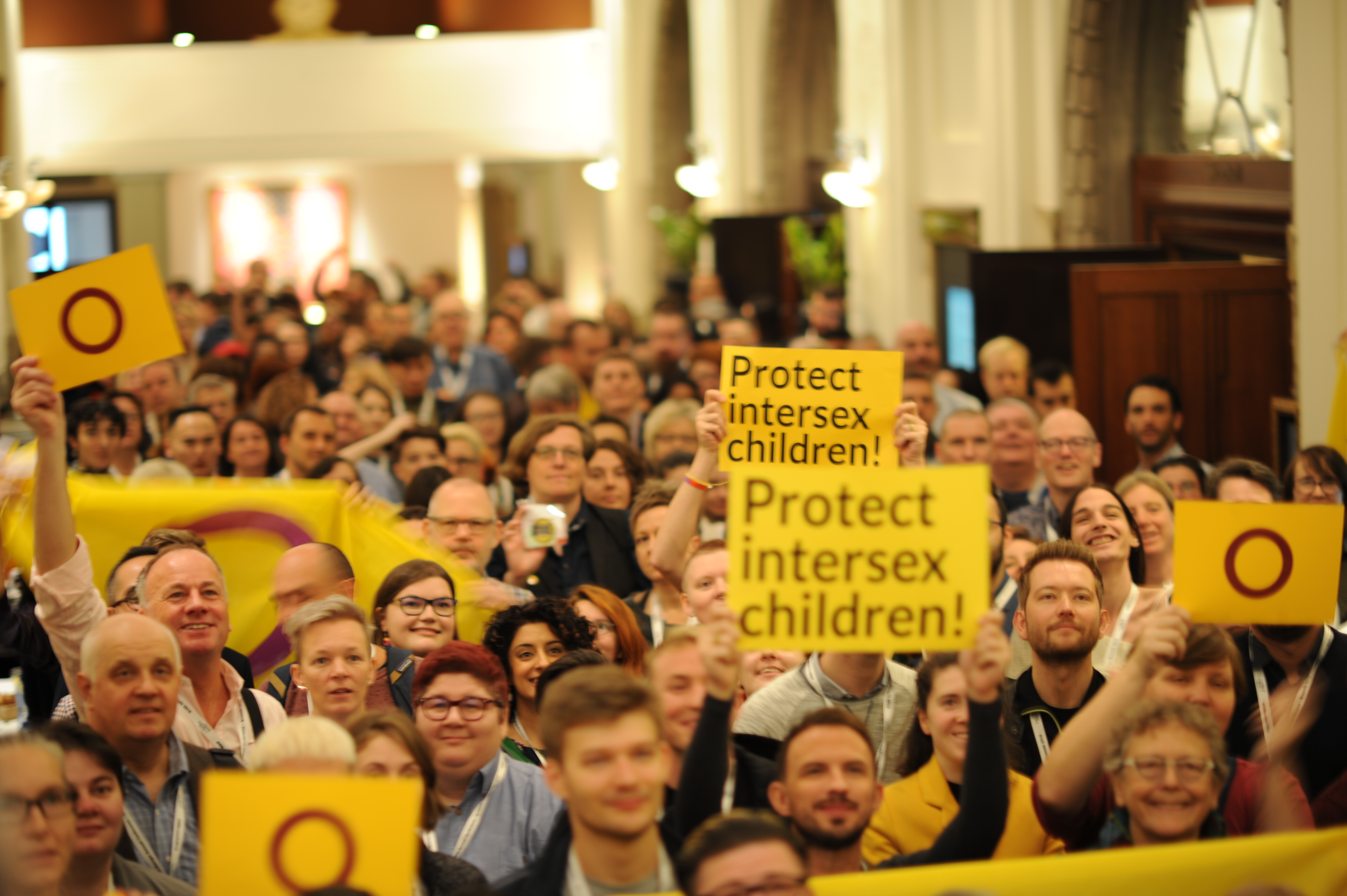
Conferencia de 2018 de ILGA, foto grupal para conmemorar el Día de la Visibilidad Intersex

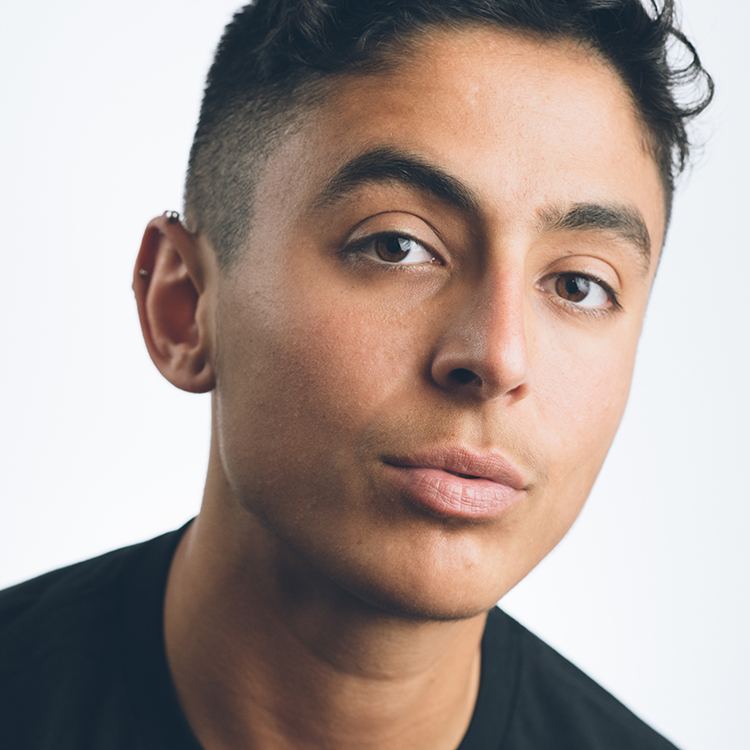
Pidgeon Pagonis, activista intersexual estadounidense

Las condiciones intersexuales se pueden contrastar con las identidades de género transgénero y la disforia de género que una persona transgénero puede llegar a sentir si su identidad de género no coincide con el sexo que se le asignó al nacer. Sin embargo, algunas personas son tanto intersexuales como transgénero. Aunque las personas intersexuales, por definición, tienen características sexuales variables que no se enmarcan dentro de las típicamente femeninas o masculinas, esto es algo independiente del género que se le ha asignado al nacer, cómo se le ha criado y como se le percibe sin tener en cuenta su identidad de género. Un artículo clínico de 2012 reveló que entre el 8,5 % y el 20 % de las personas con variaciones intersexuales experimentaban disforia de género. En un análisis del uso del diagnóstico genético preimplantacional para eliminar rasgos intersexuales, Behrmann y Ravitsky afirman: «La elección de los padres [de ir en] contra de la intersexualidad puede... ocultar prejuicios contra la atracción hacia personas del mismo sexo y la inconformidad de género».
La relación de las personas y comunidades intersex con las comunidades LGBTQ es compleja, pero las personas intersex a menudo forman parte del acrónimo LGBT, lo que da como resultado el acrónimo LGBTI (o, cuando también se incluyen personas asexuales, LGBTQIA+). Emi Koyama describe cómo la inclusión de personas intersex en el colectivo LGBTI puede no abordar cuestiones de derechos humanos específicas de las personas intersex, incluidas la creación de falsas impresiones «de que los derechos de las personas intersex están protegidos» por leyes que protegen a las personas del colectivo que no sean intersex y no reconocen que muchas personas intersex no son parte del colectivo LGBT. La organización Intersex Human Rights Australia afirma que algunas personas intersexuales son homosexuales y otras son heterosexuales, pero que «el activismo LGBTI ha luchado por los derechos de las personas que quedan fuera de las normas binarias asumidas de sexo y género». Julius Kaggwa de SIPD Uganda ha escrito que, si bien la comunidad homosexual «nos ofrece un lugar de relativa seguridad, también ignora nuestras necesidades específicas». Mauro Cabral ha escrito que personas y organizaciones transgénero «deben dejar de abordar las cuestiones intersexuales como si fueran cuestiones trans», incluido el uso de condiciones y personas intersexuales como medio para explicar lo que es ser transgénero; «Podemos colaborar con el movimiento intersexual dejando claro lo erróneo de ese enfoque».

## En sociedad

### Ficción, literatura y medios de comunicación

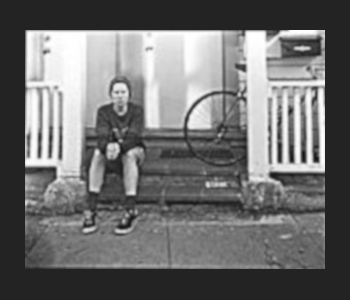
Kristi Bruce después del rodaje del documental XXXY, 2000

La novela Middlesex de Jeffrey Eugenides, ganadora del premio Pulitzer, es narrada por un personaje intersexual.
Las memorias Born Both: An Intersex Life (Hachette Books, 2017), de la autora y activista intersexual Hida Viloria, fueron elogiadas por The New York Times Book Review, The Washington Post, Rolling Stone, People Magazine y Psychology Today. Además, fueron seleccionadas como uno de los diez mejores libros para adultos jóvenes de 2017 por el School Library Journal y nominadas al Premio Literario Lambda en 2018.
El extraño del ayer es una novela negra de Cristina Higueras editada por La Esfera de los Libros en 2015, en la que el tema subyacente es el de la intersexualidad. La novela Middlesex, ganadora de un Premio Pulitzer, del autor estadounidense Jeffrey Eugenides, examina la historia y los dilemas de Calliope Stephanides, protagonista de la novela, que es intersexual. En la serie juvenil de MTV Faking It, la actriz Bailey De Young interpreta a Lauren Cooper, una adolescente que ha manifestado ser intersexual. En el videojuego NieR (2010) uno de los personajes secundarios, Kainé, se muestra como una persona intersexual que, incluso, sufrió acoso y malos tratos por parte de la ciudadanía debido a esta condición.
Las representaciones de la intersexualidad en televisión y cine son escasas. Sin embargo, la película en español XXY ganó el gran premio de la Semana de la Crítica en el Festival de Cannes de 2007, así como el ACID/CCAS Support Award. Faking It se destaca por presentar al primer personaje protagonista intersexual en un programa de televisión y también al primer personaje intersexual interpretado por una persona intersexual. La serie canadiense Frágiles, presenta otro caso de intersexualidad tratado, aunque con efectos nada deseables dado el secretismo con el que se ha llevado en la vida del personaje en cuestión, y que da lugar a una experiencia satisfactoria de aceptación gradual y consciente.
Por otro lado, el manga IS trata los problemas que afrontan las personas intersexuales a lo largo de sus vidas, y las complicaciones acerca de su aceptación.

### Instituciones sociales
Las organizaciones de defensa y apoyo entre pares intersexuales han existido desde al menos 1985, con el establecimiento de la Intersex Peer Support Australia en ese mismo año. El Grupo de Apoyo para personas con Síndrome de Insensibilidad a los Andrógenos (Reino Unido) se estableció en 1988. La Intersex Society of North America (ISNA) fue probablemente una de las primeras organizaciones sociales intersexuales abiertas a personas independientemente de su diagnóstico, y estuvo activa desde 1993 hasta 2008.

### Eventos
El Día de la Conciencia para la Comunidad Intersexual es una jornada internacional destinada a visibilizar los desafíos que enfrentan las personas intersexuales. Se celebra anualmente el 26 de octubre, conmemorando la primera manifestación pública de personas intersexuales, que tuvo lugar en Boston el 26 de octubre de 1996, frente al sitio en el que la Academia Estadounidense de Pediatría celebraba su conferencia anual.
El Día de la Solidaridad Intersex se celebra internacionalmente cada 8 de noviembre, recordando a las personas intersexuales que ya no están con nosotros y las dificultades a las que se han enfrentado, así como a las que continúan enfrentándose el resto de las personas intersexuales. Esta fecha coincide con el cumpleaños de Herculine Barbin, una persona intersexual francesa cuyas memorias fueron publicadas por Michel Foucault en Herculine Barbin: Being the Recently Discovered Memoirs of a Nineteenth-century French Hermaphrodite.

### Banderas

Bandera intersex
La Bandera del Progreso con la bandera intersex (2021)

La bandera intersexual fue creada en julio de 2013 por Morgan Carpenter de Intersex Human Rights Australia, con el objetivo de diseñar una bandera «que no derivara de otra, pero que tuviera un significado firme». El círculo se describe como «ininterrumpido y sin adornos, simbolizando la plenitud, la integridad y nuestras fortalezas. Aún luchamos por la autonomía corporal y la integridad genital, y esto simboliza el derecho a ser quienes y como queremos ser».
En 2021, Valentino Vecchietti, de Intersex Equality Rights UK, rediseñó la Bandera del Progreso para incorporar la bandera intersexual. Este diseño añadió un triángulo amarillo con un círculo morado dentro del cheurón de la bandera. También cambió el color verde a un tono más claro, sin añadir nuevo simbolismo. Intersex Equality Rights UK compartió la nueva bandera en Instagram y Twitter.

### Religión
En el judaísmo, el Talmud contiene una extensa discusión sobre el estado de dos tipos de personas intersexuales en la ley judía: los andróginos, que exhiben órganos sexuales externos masculinos y femeninos, y los tumtum, que no exhiben ninguno de los dos. En las décadas de 1970 y 1980, líderes rabínicos prominentes como Eliezer Waldenberg y Moshe Feinstein comenzaron a debatir el tratamiento de los bebés intersexuales dentro de la halajá médica judía ortodoxa.

### Deportes

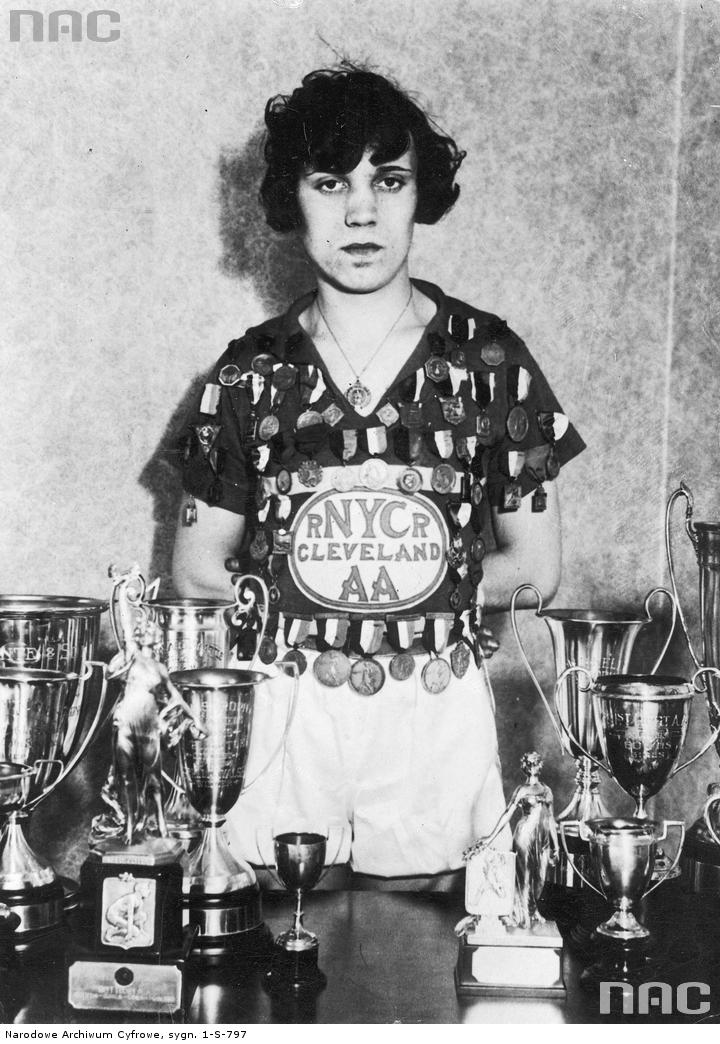
Stanisława Walasiewicz, deportista diagnosticada póstumamente con síndrome de Turner en 1980, fotografiada en 1933

Erik Schinegger, Foekje Dillema, Maria José Martínez-Patiño y Santhi Soundarajan fueron sometidos a pruebas adversas de verificación de sexo, lo que resultó en su inelegibilidad para formar parte de competiciones organizadas. Stanisława Walasiewicz, una atleta a la que se le diagnosticó póstumamente síndrome de Turner, fue declarada no elegible para competir también póstumamente.
La corredora de media distancia sudafricana Caster Semenya ganó el oro en el Campeonato Mundial de 800 metros femenino y la plata en los Juegos Olímpicos de Verano de 2012. Cuando Semenya ganó el oro en el Campeonato Mundial, la World Athletics solicitó pruebas de verificación de sexo cuyos resultados no fueron publicados. Semenya fue declarada apta para competir.
Katrina Karkazis, Rebecca Jordan-Young, Georgiann Davis y Silvia Camporesi han afirmado que las políticas de la World Athletics sobre el «hiperandrogenismo» en las atletas son «significativamente erróneas», argumentando que no protegen contra violaciones de la privacidad, requieren que las atletas se sometan a tratamientos innecesarios para competir e intensifican la «vigilancia de género». Su recomendación es que los atletas puedan competir de acuerdo con su género legalmente reconocido.
En abril de 2014, la BMJ informó que cuatro atletas de élite con cromosomas XY y deficiencia de 5α-reductasa 2 fueron sometidas a esterilización y «clitoridectomías parciales» para poder competir en deportes. Los autores del informe señalaron que la clitoridectomía parcial «no estaba indicada a nivel médico» y «no tiene relación con una posible ventaja atlética real o percibida». Activistas de derechos intersexuales consideraron esta intervención como «un proceso claramente coercitivo». En 2016, el relator especial de las Naciones Unidas sobre el derecho a la salud, Dainius Pūras, criticó las políticas actuales e históricas de verificación de sexo y describió cómo «varios atletas han sido sometidos a gonadectomías (extirpación de órganos reproductivos) y clitoridectomías parciales (una forma de mutilación genital femenina) en ausencia de síntomas o problemas de salud que justifiquen dichos procedimientos».

## Biología
La noción de individuos intersexuales puede entenderse en el contexto de la biología del sistema sexual que varía según los diferentes tipos de organismos. La mayoría de las especies animales (~95 %, incluidos los humanos) son gonocóricas, es decir, los individuos que las conforman son de sexo femenino o masculino. Las especies hermafroditas (algunos animales y la mayoría de las plantas con flores) están representadas por individuos que pueden expresar ambos sexos simultánea o secuencialmente durante su vida. Se sabe que los individuos intersexuales en varias especies gonocóricas, que expresan hasta cierto punto caracteres fenotípicos tanto femeninos como masculinos existen en prevalencias muy bajas.
Aunque «hermafrodita» e «intersexual» se han utilizado como sinónimos en humanos, un hermafrodita es específicamente un individuo capaz de producir gametos femeninos y masculinos. Si bien existen informes de individuos que parecían tener el potencial de producir ambos tipos de gametos, en años más recientes el término hermafrodita aplicado a los humanos ha caído en desuso, ya que no se han observado funciones reproductivas femeninas y masculinas juntas en el mismo individuo.

## Medicina
Las investigaciones realizadas a finales del siglo XX dieron lugar a un creciente consenso médico sobre que los cuerpos intersexuales diversos son formas normales, pero relativamente raras, de biología humana. El clínico e investigador Milton Diamond destaca la importancia del cuidado en la selección del lenguaje relacionado con las personas intersexuales:

Ante todo, abogamos por el uso de los términos «típico», «usual» o «más frecuente» en casos en los que se usaba el término «normal». Cuando sea posible, evita expresiones como mal desarrollado o subdesarrollado, errores de desarrollo, genitales defectuosos, anormales o errores de la naturaleza. Enfatiza que todas estas condiciones son biológicamente comprensibles, aunque sean estadísticamente poco comunes.

### Clasificaciones médicas

#### Diferenciación sexual
La forma común de diferenciación sexual, en la que una mujer productiva tiene un par de cromosomas XX y un hombre productivo tiene los cromosomas XY, es relevante para el desarrollo de condiciones intersexuales.
Durante la fertilización, el espermatozoide agrega un cromosoma X (femenino) o Y (masculino) al cromosoma X del óvulo. Esto determina el sexo genético del embrión. Durante las primeras semanas de desarrollo, los fetos genéticos masculinos y femeninos son «anatómicamente indistinguibles» y las gónadas primitivas comienzan a desarrollarse aproximadamente durante la sexta semana de gestación. Las gónadas pueden convertirse en testículos (gónadas masculinas) o en ovarios (gónadas femeninas), dependiendo del desarrollo del embrión. Hasta la séptima semana inclusive, los fetos genéticamente femeninos y genéticamente masculinos parecen idénticos.
Alrededor de las ocho semanas de gestación, las gónadas de un embrión XY se diferencian en testículos funcionales, que secretan testosterona. La diferenciación ovárica, para embriones XX no ocurre hasta aproximadamente la semana doce de gestación. En la diferenciación femenina típica, el conducto de Müller se desarrolla en el útero, las trompas de Falopio y el tercio interno de la vagina. En los hombres, la hormona inhibidora del conducto de Müller, la hormona antimülleriana, provoca la regresión de este sistema de conductos. A continuación, los andrógenos provocan el desarrollo del conducto de Wolff, que da lugar al conducto deferente, la vesícula seminal y el conducto de eyaculación. Al nacer, el feto típico ha sido completamente sexado como masculino o femenino, lo que da lugar al sexo genético fenotípico (XY-masculino o XX-femenino); es decir, el sexo genético se corresponde con las gónadas internas y externas y la apariencia externa de los genitales.

#### Señales
Pueden darse varias señales de que una persona sea intersexual. Los genitales ambiguos son el signo más común. Pueden ser un micropene, clitoromegalia o clitorofalo, fusión labial parcial, anomalías electrolíticas, pubertad tardía o ausente, cambios inesperados en la pubertad, hipospadias, masas labiales o inguinales (que pueden resultar ser testículos) en las niñas y testículos no descendidos (que pueden resultar ser ovarios) en los niños.

##### Genitales ambiguos

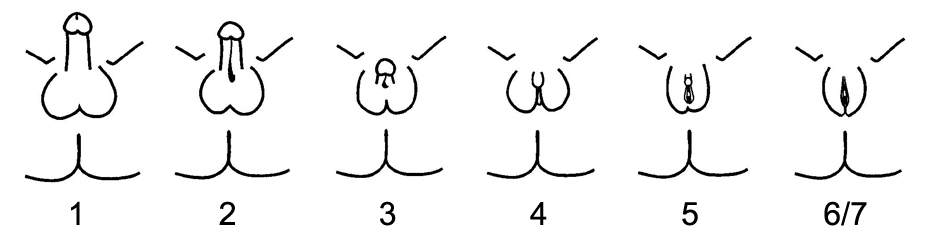
La escala Quigley es un método para describir el desarrollo genital en el SIA.

Los genitales ambiguos pueden tener la forma de clítoris grande o un pene pequeño.
Debido a que existe variación en todos los procesos del desarrollo de los órganos sexuales, un niño puede nacer con una anatomía sexual que es típicamente femenina o de apariencia femenina, como un clítoris más grande que el promedio (clitorofalo o clitoromegalia) o típicamente masculina o de apariencia masculina con un pene más pequeño que el promedio y abierto en la parte inferior. La apariencia puede ser bastante ambigua, describiéndose como genitales femeninos (una vulva) con un clítoris muy grande y labios parcialmente fusionados, o como genitales masculinos con un pene muy pequeño, completamente abierto a lo largo de la línea media (hipospádico», y escroto vacío. La fertilidad es variable.[cita requerida]

##### Sistemas de medición para genitales ambiguos
El orquidómetro es un instrumento médico para medir el volumen de los testículos. Fue desarrollado por el endocrinólogo pediátrico suizo Andrea Prader. La escala de Prader y la escala de Quigley son sistemas de clasificación visual que miden la apariencia genital. Estos sistemas de medición fueron satirizados en el Phall-O-Meter, creado por la (ahora extinta) Intersex Society of North America.

##### Otros signos
Para ayudar en la clasificación, se pueden realizar otros métodos además de la inspección de los genitales. Por ejemplo, la visualización del cariotipo de una muestra de tejido puede determinar cuál de las causas de la intersexualidad prevalece en el caso. Además, se pueden realizar pruebas de electrolitos, una endoscopia, una ecografía y pruebas de estimulación hormonal.

#### Causas
La intersexualidad se puede dividir en cuatro categorías que son: intersexualidad 46, XX; intersexualidad 46, XY; intersexualidad gonadal verdadera; e intersexualidad compleja o indeterminada.

##### 46, XX intersexual
Condición anteriormente conocida como «seudohermafroditismo femenino». Estas personas tienen genitales internos femeninos y cariotipo (XX) y diversos grados de virilización de los genitales externos. Los genitales externos se masculinizan de forma congénita cuando el feto femenino está expuesto a un exceso de ambiente androgénico. Por lo tanto, el cromosoma de la persona y sus ovarios son los de una mujer típica, pero los genitales externos parecen de varón. Los labios se fusionan y el clítoris es más grande, pareciéndose más a un pene. Las causas de esto pueden ser hiperplasia suprarrenal congénita, tumores que segreguen hormonas masculinas en la madre, deficiencia de aromatasa u hormonas masculinas tomadas durante el embarazo.

##### 46, XY intersexual
Condición anteriormente conocida como «seudohermafroditismo masculino». Se define como una masculinización incompleta de los genitales externos. Esto da como resultado una persona con cromosomas masculinos, pero con genitales externos sin formar por completo, ambiguos o claramente femeninos. Esta condición también se conoce como 46, XY con subvirilización. La intersexualidad 46, XY tiene muchas causas posibles, entre ellas problemas con los testículos y la formación de testosterona. Además, puede haber problemas con el uso de testosterona. Algunas personas carecen de la enzima necesaria para convertir la testosterona en dihidrotestosterona debido a la deficiencia de 5-alfa-reductasa. El síndrome de insensibilidad a los andrógenos es la causa más común de intersexualidad 46, XY.

##### Intersexualidad gonadal verdadera
Condición anteriormente conocida como «hermafroditismo verdadero». Estas personas tienen gónadas asimétricas con diferenciación ovárica y testicular en cada lado por separado o combinadas en ovotestículos. En la mayoría de los casos se desconoce la causa de esta afección.

##### Intersexualidad compleja o indeterminada
Esta condición se caracteriza por tener cualquier configuración cromosómica en lugar de 46, XX o 46, XY. Esta condición no produce un desequilibrio entre genitales internos y externos. Sin embargo, puede dar lugar a problemas desniveles en las hormonas sexuales, el desarrollo sexual general y números alterados de cromosomas sexuales.

#### Condiciones
Hay una variedad de opiniones sobre qué condiciones o rasgos son o no son intersexuales, dependiendo de la definición de intersexualidad que se utilice. Las definiciones actuales basadas en derechos humanos destacan una amplia diversidad de características sexuales que difieren de las expectativas para los cuerpos masculinos o femeninos. Durante 2015, el Consejo de Europa, la Agencia de los Derechos Fundamentales de la Unión Europea y la Comisión Interamericana de Derechos Humanos han pedido una revisión de las clasificaciones médicas basándose en que actualmente impiden el derecho a la salud; el Consejo de Europa expresó su preocupación por el hecho de que «la brecha entre las expectativas de las organizaciones de derechos humanos de las personas intersexuales y el desarrollo de las clasificaciones médicas ha aumentado durante la última década.

### Intervenciones médicas

#### Fundamentos

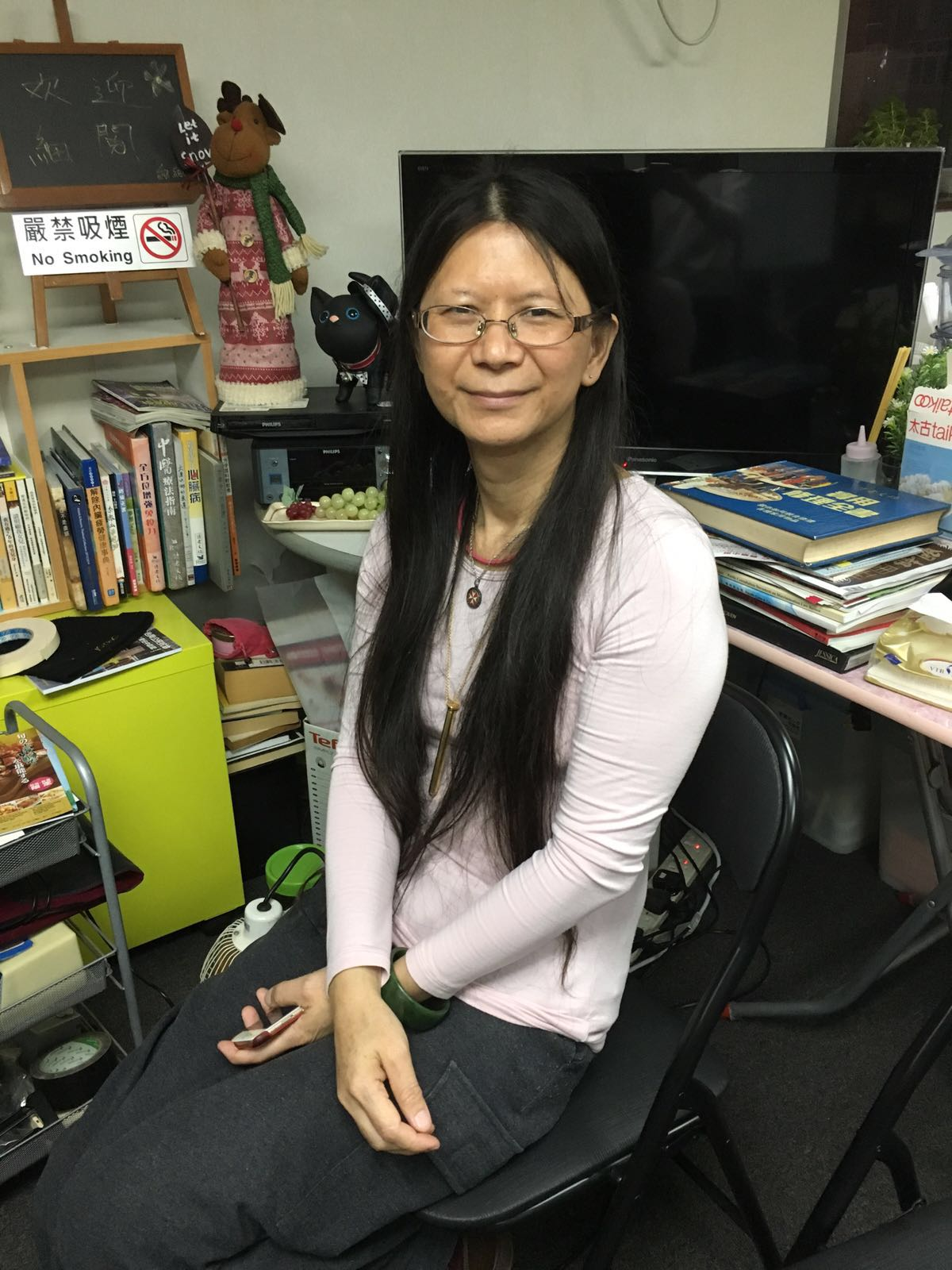
Hong Kong intersex activist Small Luk

Las intervenciones médicas se llevan a cabo para abordar problemas de salud física y riesgos psicosociales. Ambos tipos de fundamentos son objeto de debate, sobre todo porque las consecuencias de las intervenciones quirúrgicas (y muchas hormonales) son duraderas e irreversibles. Las cuestiones relacionadas con la salud física incluyen la evaluación precisa de los niveles de riesgo, la necesidad y el momento oportuno. Las razones psicosociales son particularmente susceptibles a cuestiones de necesidad ya que reflejan preocupaciones sociales y culturales.[cita requerida]
No existe consenso clínico sobre las pruebas, el momento quirúrgico, la necesidad, el tipo de cirugía y el grado de diferenciación que justifique una intervención. Estas cirugías son objeto de gran controversia debido a sus consecuencias, que incluyen traumas, impacto en la función y la sensación sexuales y violación de los derechos a la integridad física y mental.[cita requerida] Esto incluye el activismo comunitario, y múltiples informes de instituciones internacionales de derechos humanos y salud y organismos nacionales de ética.
En los casos en que las gónadas puedan suponer un riesgo de cáncer, como en algunos casos de síndrome de insensibilidad a los andrógenos, se ha expresado la preocupación de que las razones del tratamiento y la toma de decisiones con respecto al riesgo de cáncer pueden encapsular decisiones en torno a un deseo de «normalización» quirúrgica.

#### Controversias
Ciertas variaciones intersexuales pueden causar limitaciones o daños debido a la disfunción genital. Las personas afectadas pueden ser incapaces de realizar el coito, ya sea con fines reproductivos o no. Pueden experimentar conflictos de identidad de género e incluso problemas endocrinológicos que pueden limitar su calidad de vida de forma importante, como el desarrollo de tumores malignos de causa hormonal. Médicos y psicólogos son, en la práctica, los encargados de orientar a los familiares. Laura Audí, asesora de la Unidad de Investigación en Endocrinología Pediátrica y del Instituto de Investigación del Hospital Universitario Valle de Hebrón, asegura que «la asignación de sexo en un recién nacido es una cuestión urgente», sobre todo desde el punto de vista social, «y requiere un consenso entre los padres y el equipo pluridisciplinar que debe poner sobre la mesa los pros y contras».
Durante la infancia, el seguimiento de estos pacientes lo realizan los endocrinólogos pediatras y en la edad adulta los endocrinólogos, ginecólogos o andrólogos.
Sin embargo, el crecimiento del movimiento LGBTI, de la mano de nuevas teorías sobre género como la Teoría Queer, muchas personas intersexuales califica estas operaciones realizadas sin su consentimiento como mutilaciones destinadas a normalizar sus cuerpos y denuncian que no es algo que una simple operación pueda lograr.

«...mutilan la diversidad de nuestros cuerpos; mutilan nuestra sensibilidad genital y nuestra capacidad para el goce sexual, nuestra identidad y, en muchos casos, nuestra capacidad para optar por cirugías deseadas al llegar a ser adultos. Mutilan nuestro derecho a decidir aspectos centrales de nuestras vidas, y nuestro sentido de merecer ser queridos y aceptados aun sin cirugías».
Mauro Cabral, activista intersex argentino.

Ya en 2010, la ONU declaró que estas operaciones realizadas sin consentimiento del paciente son violaciones de los derechos humanos.
Parte del movimiento intersexual también ha cuestionado, desde los años 90 —Intersex Society of North America (ISNA) y Organización Internacional de Intersexuales (OII)— el paradigma sexual binario. Autoras como la bióloga Anne Fausto-Sterling, la psicóloga social Suzanne Kessler y Alice Dreger desde una perspectiva histórica, argumentan que la división binaria entre sexo femenino y masculino es en realidad una construcción social y que etiquetar a una persona como mujer u hombre es una decisión social. Por lo tanto, cuestionan la intervención quirúrgica en personas intersexuales basada en la presunción social de un paradigma sexual binario en el que todos los individuos pueden clasificarse como masculinos o femeninos.
Debido a una creciente movilización de personas intersexuales en los últimos años, la ONU ha adoptado una resolución de carácter histórico, cuyo objetivo es ponerle fin a las mutilaciones y discriminación a la que se ven sometidas las personas intersexuales.

##### Restricciones legales a las intervenciones médicas tempranas en Malta
En 2015, Malta aprobó la Ley de Identidad de Género, Expresión de Género y Características Sexuales. El ArtÍculo 14 introduce restricciones a las operaciones o tratamientos de asignación de sexo sobre menores, en el caso de que puedan postergarse hasta que el menor pueda dar su consentimiento informado. Esta Ley fue posible gracias a la intervención de activistas de 30 organizaciones intersex en 2013, que se reunieron para redactar la «Declaración de Malta», un documento que recoge las demandas y recomendaciones de personas del movimiento intersexual a nivel internacional.

#### Tipos de intervenciones
- Cirugías feminizantes y masculinizantes: los procedimientos quirúrgicos dependen del diagnóstico y a menudo existe la preocupación de si se debe realizar la cirugía. Por lo general, la cirugía se realiza poco después del nacimiento. Los defensores de esta práctica argumentan que los individuos deben ser claramente identificados como hombres o mujeres para que puedan funcionar socialmente y desarrollarse «normalmente». A menudo se aluden razones psicosociales.[229] Muchas instituciones de derechos humanos y autores critican esta práctica. A diferencia de otros procedimientos quirúrgicos estéticos realizados en bebés, como la cirugía correctiva del labio leporino, la cirugía genital puede tener consecuencias negativas para el funcionamiento sexual en etapas posteriores de la vida, o generar sentimientos de extrañeza e inaceptabilidad corporal.[230]

- Tratamiento hormonal: Hay evidencia generalizada de que las pruebas prenatales y el tratamiento hormonal sirven para prevenir o eliminar rasgos intersexuales,[231] asociados también con la problematización de la orientación sexual y la no conformidad de género.[231][232]

- Apoyo psicosocial: todas las partes interesadas están de acuerdo con el apoyo psicosocial. Una declaración internacional conjunta de los participantes del Tercer Foro Internacional Intersexual en 2013 solicitó, entre otras cosas: «El reconocimiento de que la medicalización y la estigmatización de las personas intersexuales resultan en traumas significativos y problemas de salud mental. Con vistas a garantizar la integridad física y el bienestar de las personas intersexuales, se debe poner a su disposición un apoyo psicosocial no patologizante y también entre personas intersexuales a lo largo de su vida (según sus propias necesidades), así como a sus padres y/o cuidadores».

- Selección genética y terminaciones: la ética del diagnóstico genético preimplantacional para evitar rasgos intersexuales fue el tema de 11 artículos en la edición de octubre de 2013 del American Journal of Bioethics.[233] Existe evidencia generalizada de abortos como resultado de pruebas prenatales, así como de tratamientos hormonales prenatales para prevenir rasgos intersexuales. Behrmann y Ravitsky consideran que los conceptos sociales de sexo, género y orientación sexual están «entrelazados en muchos niveles. La decisión de los padres de no tener descendencia intersexuales puede enmascarar prejuicios contra la atracción por personas del mismo sexo y la no conformidad con el género».[234]

- Exhibición médica: fotografías de genitales de niños intersexuales circulan en las comunidades médicas con fines documentales, y las personas con rasgos intersexuales pueden ser sometidas a repetidos exámenes genitales y a su exhibición ante equipos médicos. Se han discutido los problemas asociados con las experiencias de fotografía médica de niños intersexuales[235] junto con su ética, control y uso.[236][237] «La experiencia de ser fotografiado ha representado la impotencia y la humillación que muchas personas con rasgos intersexuales sienten durante las investigaciones e intervenciones médicas».[236]

- Disforia de género: El DSM-5 incluyó un cambio en el uso del trastorno de identidad de género por disforia de género. Este código revisado ahora incluye específicamente a las personas intersexuales que no se identifican con su género asignado al nacer y experimentan una angustia o deterioro clínicamente significativo, utilizando el lenguaje de trastornos del desarrollo sexual.[238]